# Puffin Island SPA
Puffin Island SPA este o arie protejată (arie de protecție specială avifaunistică — SPA) din Irlanda întinsă pe o suprafață de 349,14 ha, integral pe uscat.

## Localizare
Centrul sitului Puffin Island SPA este situat la coordonatele 51°50′14″N 10°24′29″W / 51.837158°N 10.408125°V.

## Înființare
Situl Puffin Island SPA a fost declarat arie de protecție specială avifaunistică în august 1985 pentru a proteja 10 specii de animale.

## Biodiversitate
Situată în ecoregiunea atlantică, aria protejată nu include niciun habitat protejat.
La baza desemnării sitului se află mai multe specii protejate de  păsări (10): alca (Alca torda), papagal de mare (Fratercula arctica), Fulmarus glacialis, Hydrobates pelagicus, Larus argentatus, pescăruș negricios (Larus fuscus), Puffinus puffinus, Pyrrhocorax pyrrhocorax, Rissa tridactyla, Uria aalge.
Pe lângă speciile protejate, pe teritoriul sitului au mai fost identificate 1 specie de păsări.